# Yu Di

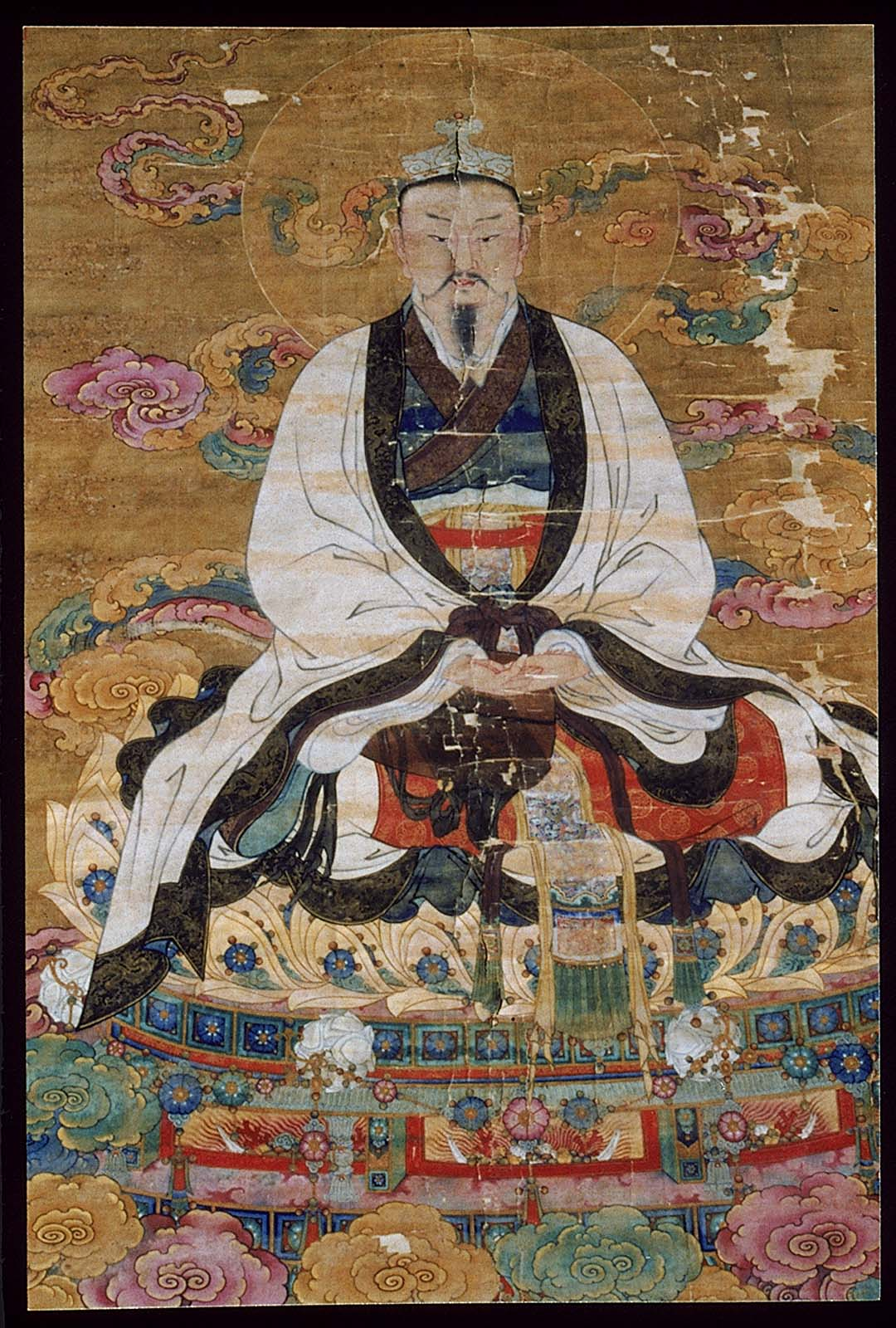
Yu Di – Bildnis – Mingzeit, 16. Jh.

Yu Di (chinesisch 玉帝, Pinyin Yù Dì oder 玉皇,  Yù Huáng), der Jadekaiser, ist eine der wichtigsten Gottheiten in der chinesischen Mythologie.
Der Jadekaiser wird im Daoismus als Hauptgott verehrt und gilt dort als höchstes Prinzip des Himmels. Nach daoistischer Auffassung galt der Kaiser von China als irdischer Sohn des Jadekaisers (天子 Tiānzǐ, deutsch ‚Sohn des Himmels‘).

## Kult
Sein Kult wurde vor allem im 11. Jahrhundert von der Song-Dynastie gefördert, und man baute zahlreiche Tempel für ihn. Er wird oft auf einem Thron sitzend mit kaiserlichen Drachengewändern dargestellt, in der Hand die Zeremonientafel. Der Jadekaiser ist einer der Drei Reinen (三清 Sānqīng), die die drei reinen Himmel bewohnen.

## Umfeld und Funktion
Im 17. vorchristlichen Jahrhundert hatte Kaiser Cheng Tang die Xia-Dynastie vernichtet und die Shang-Dynastie gegründet. In jener Zeit rückten der Kult des obersten Gottes „Shangdi“ (so seine Titulatur) und die Ahnenverehrung eng zusammen. Der König, so glaubte man, empfing sein Herrschermandat vom Himmel und kehrte nach seinem Tod an die Seite des „Shangdi“ zurück, wurde daher mit diesem als höchste Gottheit verehrt.
Der Jadekaiser regelte von seinem Palast im Himmel aus alle himmlischen und irdischen Angelegenheiten. Er hatte Minister, eine mächtige pedantische Verwaltung, zahlreiches Personal etc. und war somit ein Spiegelbild des konfuzianischen Systems der Staatsverwaltung. Von unten bis zur Spitze der sozialen Leiter wurden an seinem Hofe Berichte übermittelt, Lob und Tadel wurden verteilt, es gab Beförderungen und Rückstufungen, neue Götter ersetzten je nach Leistung die alten. Diese Vorgänge wurden von der irdischen Regierung des Kaisers per Dekret verkündet – der Kaiser entschied also letztlich über den „beruflichen“ Werdegang der Götter. Oder sie fielen daoistischen Priestern zu, deren religiöse Konzepte inzwischen ebenso wie die des Buddhismus teilweise mit dem Konfuzianismus verschmolzen waren. Dadurch wollte man auch offen gelassene metaphysische Fragen klären, was aber langfristig nicht gelang, s. Neokonfuzianismus. Einmal im Jahr, am Neujahrstag, erstatteten dem Jadekaiser alle Ressort-Gottheiten Bericht.

## Jade
Die Titulatur „Jade-Erhabener“ ist nicht zufällig, denn die hohe kultische Wertschätzung der Jade ist ein wesentlicher Bestandteil der chinesischen Kultur. Schon früh und bereits im Neolithikum glaubte man, dass Jade es dem Menschen möglich mache, mit den Göttern in Kontakt zu treten, und verwendete sie als Medium zwischen der irdischen und der überirdischen Sphäre. Über diesen magischen Aspekt hinaus verband man damit die Vorstellung von Reinheit, Schönheit und Erhabenheit. Jade galt außerdem als Verkörperung des lichten, männlichen Yang-Prinzips innerhalb der Yin-Yang-Dualität, und sie war das Symbol für Lebenskraft. Vor allem die Identifizierung der Jade mit dem männlichen Prinzip sollte sich unmittelbar auf die spätere Verbindung von Herrscher und Jade auswirken. Der Name Jadekaiser ist aber auch aus anderen Gründen ein weiterer Beleg für seine konfuzianische Herkunft, denn im Konfuzianismus gab es schon früh einen Jadekult, aus dem sich eine regelrechte Jade-Ethik entwickelte, deren Kernsatz lautete: „Der Edle vergleicht seine Tugend mit Jade“. Aus dieser Ethik entstand dann als Spätsymptom ein relativ starres Zeremonialjade-System.